# Гомініди групи Схул-Кафзех

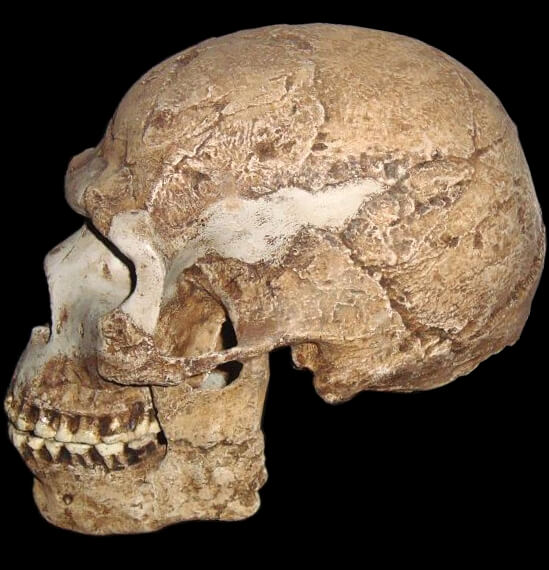
Схул-5

Гомініди групи Схул-Кафзех — назва  фосилій  гомінідів, знайдених в печерах Кафзех і Схул в  Ізраїлі . Їх відносять до виду Homo sapiens, що робить ці рештки одними з найстаріших представників цього виду в  Євразії. Печера Схул розташована на схилі гори Кармель, а Кафзех — біля підніжжя гори Галілея.
Рештки, знайдені в печері Схул (а також ті, що були знайдені в заповіднику Нахаль-Меарот і печері Мугарет ель-Зуттієх) були класифіковані в 1939 році Артуром Кітом і Теодором МакКауном, як Palaeoanthropus palestinensis (нащадок гейдельберзької людини).

## Історія

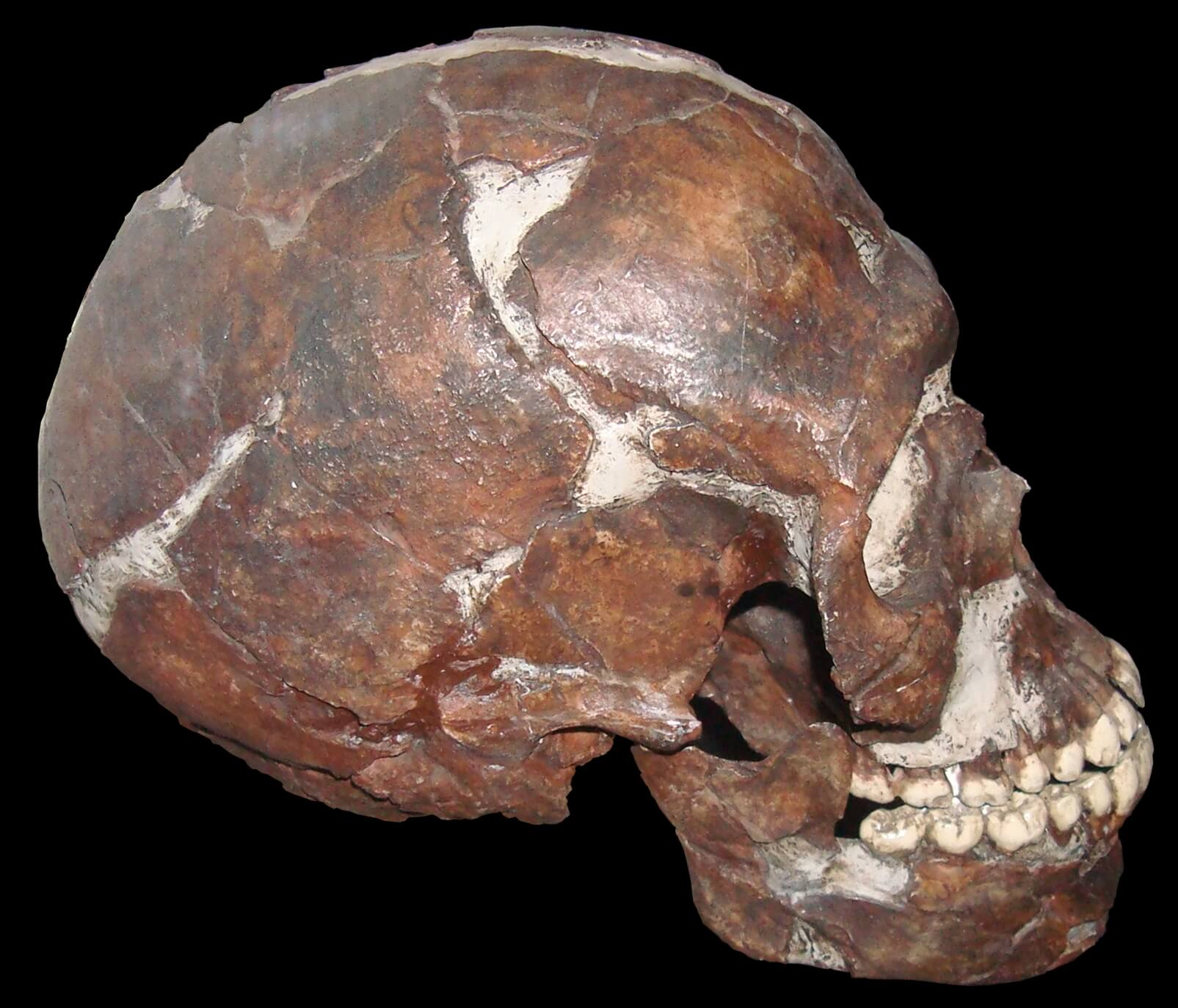
Кафзех-9

Знайдені рештки поєднують в собі риси і древніх, і сучасних видів людей. Орієнтовно, їх вік від 80 000 до 120 000 років і був визначений за допомогою  ЕПР і  термолюмінесцентного методу. Череп схожий з сучасним людським, однак має профіль обличчя, схожий з  неандертальцями. Спочатку їх розглядали, як перехід від неандертальців до сучасної людини, або ж як гібрид неандертальця і Homo sapiens.
Рештки неандертальців були знайдені в печері Кебара і мають вік від 48 000 до 60 000 років, проте припускалося, що гомініди, яким належать рештки з групи Схул-Кафзех, вимерли через кліматичні зміни 80 000 років тому, що дозволяє припустити відсутність контакту між двома видами в регіоні. Більш сучасна гіпотеза припускає, що рештки відображають першу масову міграцію людей з  Африки близько 125 000 років тому (швидше за все, через Синайський півострів), і що неандертальські ознаки насправді є особливостями стародавніх представників Homo sapiens.

## Схул
Рештки з печери Схул знаходили між 1929 і 1935 роками в печері на горі Кармель. Були знайдені останки 7 дорослих та 3 дітей, деякі з яких, як стверджується, були поховані. Також, поряд з рештками були виявлені молюски виду Nassarius, це дозволяє припустити, що їх збирали, як прикраси (адже вживання їх в їжу малоймовірно).

### Схул-5
У екземпляра, названого Схул-5, на грудях було знайдено нижню щелепу кабана. У черепа видно виступаючу щелепу, однак сам череп закруглений, як у сучасних людей. Спочатку його віднесли до неандертальців, але на даний момент його вважають сучасною людиною з вкрай міцною статурою.

## Кафзех
На відстані 35 км від печери Кафзех знайшли двостулкових молюсків, які використовували в якості намиста.

### Кафзех-6
Найкраще збережений череп. Судячи з структури черепа і зубів, ці рештки належать молодому чоловікові.

### Кафзех-9 і Кафзех-10
У 1969 році близько один до одного були знайдені рештки двох тіл — дорослої жінки (Кафзех-9) і дитини (Кафзех-10). У Кафзех-9 був високий лоб і виступаюче підборіддя.

### Кафзех-11
У 1971 році в виритій ямі були виявлені рештки, що належать підлітку (віком близько 13 років). Скелет лежав на спині, а в руках були роги благородного оленя.

### Кафзех-12
Череп дитини близько 3 років з ознаками  гідроцефалії.

#### Ресурси Інтернету
- Skhūl anthropological and archaeological site, Israel [Архівовано 30 квітня 2015 у Wayback Machine.]
- Qafzeh IX / Skhul 9 Images at Modern Human Origins
- BBC — Cave Colours reveal Mental Leap [Архівовано 12 серпня 2017 у Wayback Machine.]
- Selected excerpt on Jebel Qafzeh from 'The Neolithic of the Levant' by A. M. T. Moore — Oxford University [Архівовано 31 жовтня 2019 у Wayback Machine.]

32°41′17.59″ пн. ш. 35°19′5.67″ сх. д. / 32.6882194° пн. ш. 35.3182417° сх. д.